# Resolución 1715 del Consejo de Seguridad de las Naciones Unidas
La resolución 1715 del Consejo de Seguridad de las Naciones Unidas, adoptada por aclamación el 9 de octubre de 2006 en una sesión privada, habiendo considerado la cuestión sobre la recomendación relativa al nombramiento del octavo Secretario General, el Consejo recomendó a la Asamblea General que el Sr. Ban Ki-moon de Corea del Sur fuese nombrado como Secretario General por un período desde el 1 de enero de 2007 hasta el 31 de diciembre de 2011.
Cuatro días después la Asamblea General también votó simbólicamente para aprobar la decisión del Consejo de Seguridad.